# Varvarin

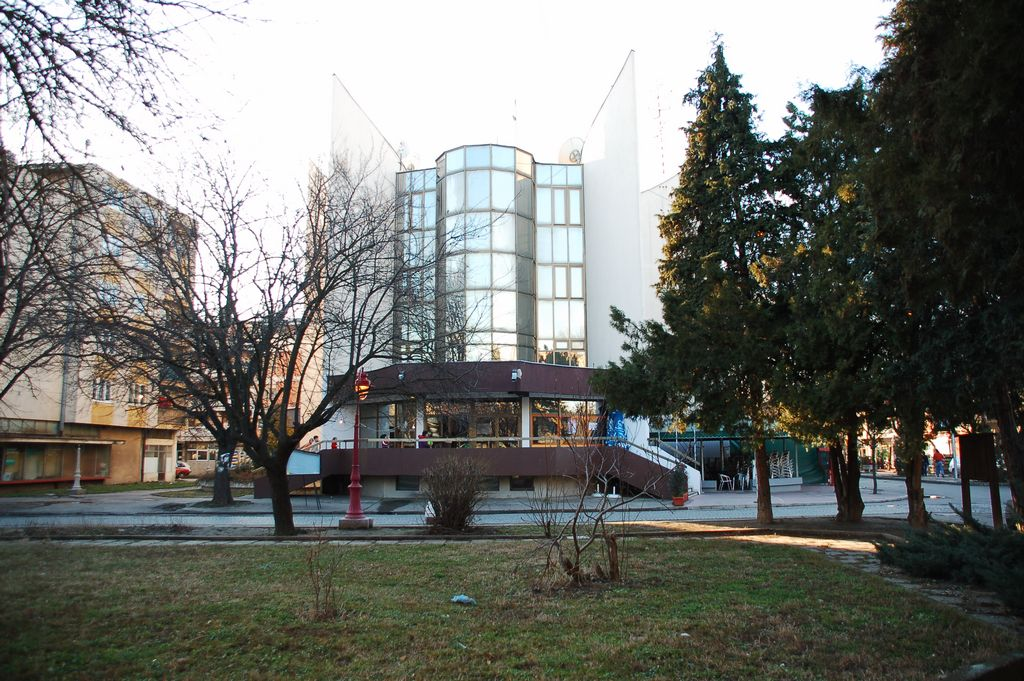
Kulturhaus Varvarin

Varvarin (serbisch-kyrillisch Варварин) ist eine Kleinstadt in Serbien im Okrug Rasina an der Morava mit etwa 3.750 Einwohnern. Sie ist wie die gesamte Opština Varvarin, deren Verwaltungssitz sie ist (obwohl das ebenfalls zur Opština gehörende Obrež größer ist), ländlich geprägt: Die Mehrzahl der Bevölkerung arbeitet in den landwirtschaftlichen Kleinbetrieben. Ein kleiner Textilbetrieb stellt als Zulieferer für die Automobilindustrie Fußmatten her.

## Geographie
| Suvaja  | Gornji Katun                                | Drenovac |
| Bačina  | Kompassrose, die auf Nachbargemeinden zeigt | Ćićevac  |
| Vratare | Maskare                                     | Stalać   |

Die Stadt ist in zwei Verwaltungseinheiten gegliedert: Die Karnstadt und das Dorf (selo). Ersterer ist der Opštinasitz.

## Luftangriff der NATO am 30. Mai 1999
→ Hauptartikel: Luftangriff auf die Brücke bei Varvarin
In den Blickpunkt der Öffentlichkeit geriet der Ort durch einen Luftangriff der NATO am 30. Mai 1999 während des Kosovokrieges. Während eines Volksfestes anlässlich des orthodoxen Dreifaltigkeitsfestes erfolgte dieser auf die Morava-Brücke von Varvarin, die dadurch zerstört wurde. Mehrere Menschen wurden getötet oder verletzt. Den Großteil der Opfer (10 Tote, 17 Verletzte) forderte der zweite Angriff auf die zerstörte Brücke, während Helfer versuchten, die Toten und Verletzten des ersten Angriffs zu bergen.

## Demographie
| Zensus | grad | selo | Σ    | Beleg |
| ------ | ---- | ---- | ---- | ----- |
| 1891   |      |      | 1840 |       |
| 1948   | 1090 | 1938 | 3018 | [ 1 ] |
| 1953   | 1100 | 2014 | 3314 | [ 1 ] |
| 1961   | 1165 | 1948 | 3313 | [ 1 ] |
| 1971   | 1519 | 1940 | 3459 | [ 1 ] |
| 1981   | 1937 | 1977 | 3914 | [ 1 ] |
| 1991   | 2306 | 1899 | 4205 | [ 1 ] |
| 2002   | 2198 | 1779 | 3977 | [ 1 ] |
| 2011   | 2169 | 1587 | 3756 | [ 1 ] |

## Sport
Der Fußballklub FK Temnić 1924 ist in Varvarin beheimatet.

## Ehrenbürger
- Für ihre Bücher über den Luftangriff auf die Brücke in Varvarin wurde Gabriele Senft im September 2019 Ehrenbürgerin von Varvarin.